# Mélido Pérez
Mélido Turpen Gross Pérez (nacido el 15 de febrero de 1966 en Nigua, San Cristóbal) es un ex lanzador dominicano que jugó en las Grandes Ligas de Béisbol desde 1987 hasta 1995 para los Reales de Kansas City, Medias  Blancas de Chicago, y Yankees de Nueva York. Hizo su debut en Grandes Ligas con los Reales de Kansas City el 4 de septiembre de 1987. En ese juego, Pérez lanzó siete para una blanqueada que le dio la victoria al equipo. Se ganó un estimado de $16 millones de dólares en su carrera de nueve años. Pérez fue el que entregó el primer jonrón de la carrera de Manny Ramírez.
Pérez terminó su carrera con 78 victorias y 85 derrotas, efectividad de 4.17, en 201 juegos iniciados, 17 finalizados, 20 completos, 5 blanqueadas, 1 juego salvado, 1354.2 innings lanzados, permitió 1268 hits, 700 carreras (627 limpias), 144 jonrones, dio 551 bases por bolas (21 intencionales), de los 5752 bateadores que enfrentó,  ponchó a 1,092.
Además es hermano de los también lanzadores dominicanos Pascual Pérez, Carlos Pérez, Vladimir Perz, Valerio Perez y Darío Pérez;  así como primo de Yorkis Pérez. 

## Política
En 2006, Pérez incursionó en la política como candidato a Alcalde por el Partido Reformista Social Cristiano, en su tierra natal el Municipio de Nigua, provincia San Cristóbal. En 2007, Pérez fue nombrado por el gobierno de Leonel Fernández como ayudante civil del presidente.
En 2009, Pérez se postuló por segunda ocasión en el mimo cargo, esta vez por el Partido Revolucionario Dominicano en donde resultó Ganador con la alianza rosada.
Pérez fue elegido como Alcalde de Nigua el 16 de mayo de 2010 para cumplir el periodo que comprende 2010-2016.